# Красне (Григоріопольський район)
Красне (рос. Красное; рум. Crasnoe) — село в Григоріопольському районі в Молдові (Придністров'ї). Населення становить 220 осіб. Входить до складу Григоріопольської міської ради.
Станом на 2004 рік у селі проживало 12,2% українців.